# Thù du Nam Phi
Curtisia dentata (tên thường gọi trong tiếng Anh là Assegai tree nghĩa là cây Assegai hay Cape Lancewood nghĩa là gỗ giáo Cape, tên Trung văn: 南非茱萸, nghĩa là thù du Nam Phi) là một loài thực vật có hoa sống ở miền nam châu Phi. Nó là loài duy nhất trong chi Curtisia, nguyên ban đầu được phân loại trong họ Sơn thù du (Cornaceae), nhưng hiện nay được đặt trong họ riêng của chính nó là Curtisiaceae trong bộ Sơn thù du. Nó được trồng phổ biến tại Nam Phi làm cây cảnh trong vườn vì có tán lá bóng mượt sẫm màu và các cành nhỏ có quả màu trắng
.

## Tên gọi
Tên gọi phổ biến của loài cây này có nguồn gốc từ một loại giáo của cư dân châu Phi - Zulu Assegai - theo truyền thống được làm từ gỗ cứng của loài cây này. Tên gọi khoa học của chi, "Curtisia", được đặt theo tên của nhà thực vật học William Curtis (người sáng lập ra The Botanical Magazine) còn phần định danh loài "dentata" đơn giản là từ có gốc La tinh để chỉ "có răng cưa", ở đây muốn nói tới mép lá hơi có khía răng cưa của nó.

## Đặc trưng
Loài này là cây gỗ thường xanh có kích thước từ trung bình tới lớn (cao tới 15 m), thường dễ dàng nhận ra do sự tương phản giữa tán lá xanh thẫm bóng mượt và các cành nhỏ với chùm quả màu kem trắng. Thân cây sạch sẽ, không được nâng đỡ, vỏ cây nhẵn nhụi màu xám hay màu vỏ quế. Các lá nhọn đầu, mép lá có khía răng cưa, mọc thành các cặp đối. Mặt phiến lá nhẵn mượt, màu xanh thẫm, cuống lá và các cành non được che phủ bằng lớp lông tơ mịn màu hơi đỏ. Các chồi non cũng mịn màng và có màu vàng đồng. Các hoa nhỏ màu kem trắng, mượt như nhung nhưng khó thấy.
Quả là loại quả mọng màu trắng, đôi khi điểm hồng hay đỏ, mọc thành chùm rậm rạp. Nói chung ra quả trong mùa đông. Chúng tồn tại lâu trên cây và vì thế trông rất đẹp mắt.

## Phân bố
Cây Assegai mọc trong các khu rừng ở Nam Phi và Swaziland, với độ cao từ 0 tới 1.800 m trên mực nước biển, kéo dài từ Cape Town ở phía nam tới tỉnh Limpopo ở phía bắc. Trong các khu rừng trên núi cao thì nó phát triển thành cây gỗ cao, nhưng trên các sườn núi thưa cây và vùng duyên hải thì nó chỉ phát triển tới mức như những cây bụi nhỏ. Quần thể Curtisia đã bị suy giảm ở một số khu vực do vỏ cây của nó được đánh giá cao trong y học truyền thống tại địa phương này. Hiện nay nó là loài cây được bảo vệ tại Nam Phi.
|  |

## Hình ảnh

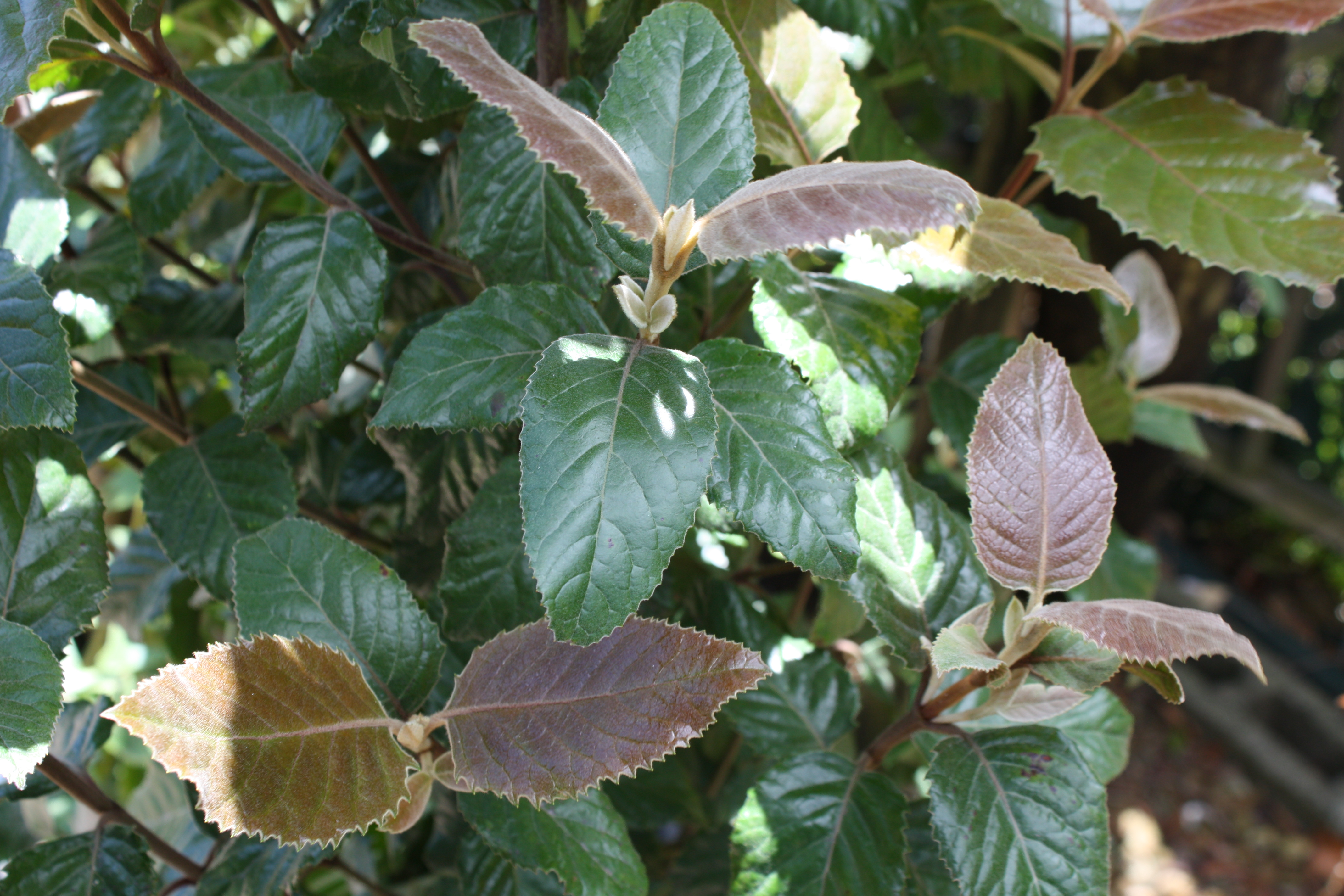
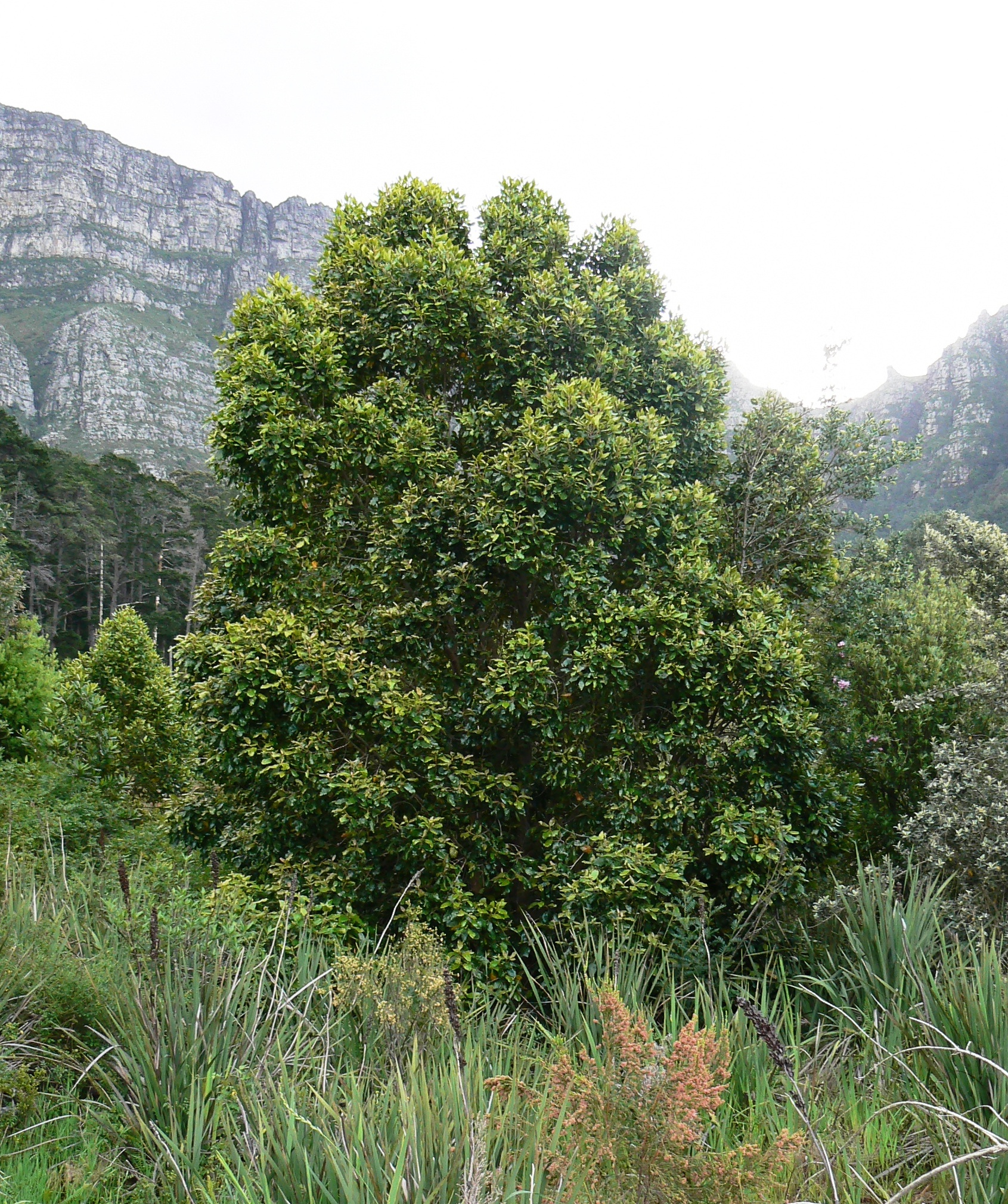
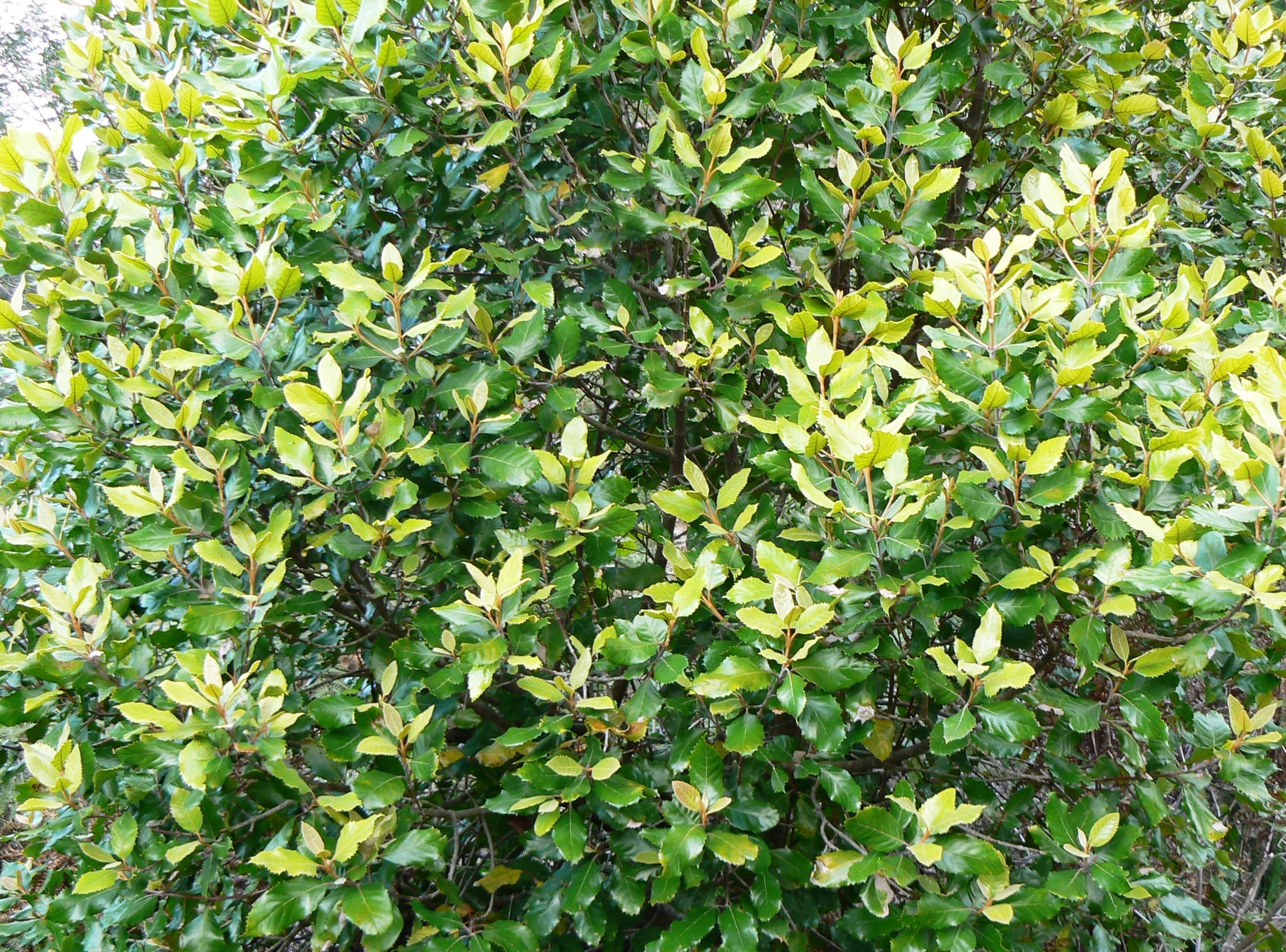
Curtisia dentata tạo ra hàng rào hay cảnh quan đẹp.
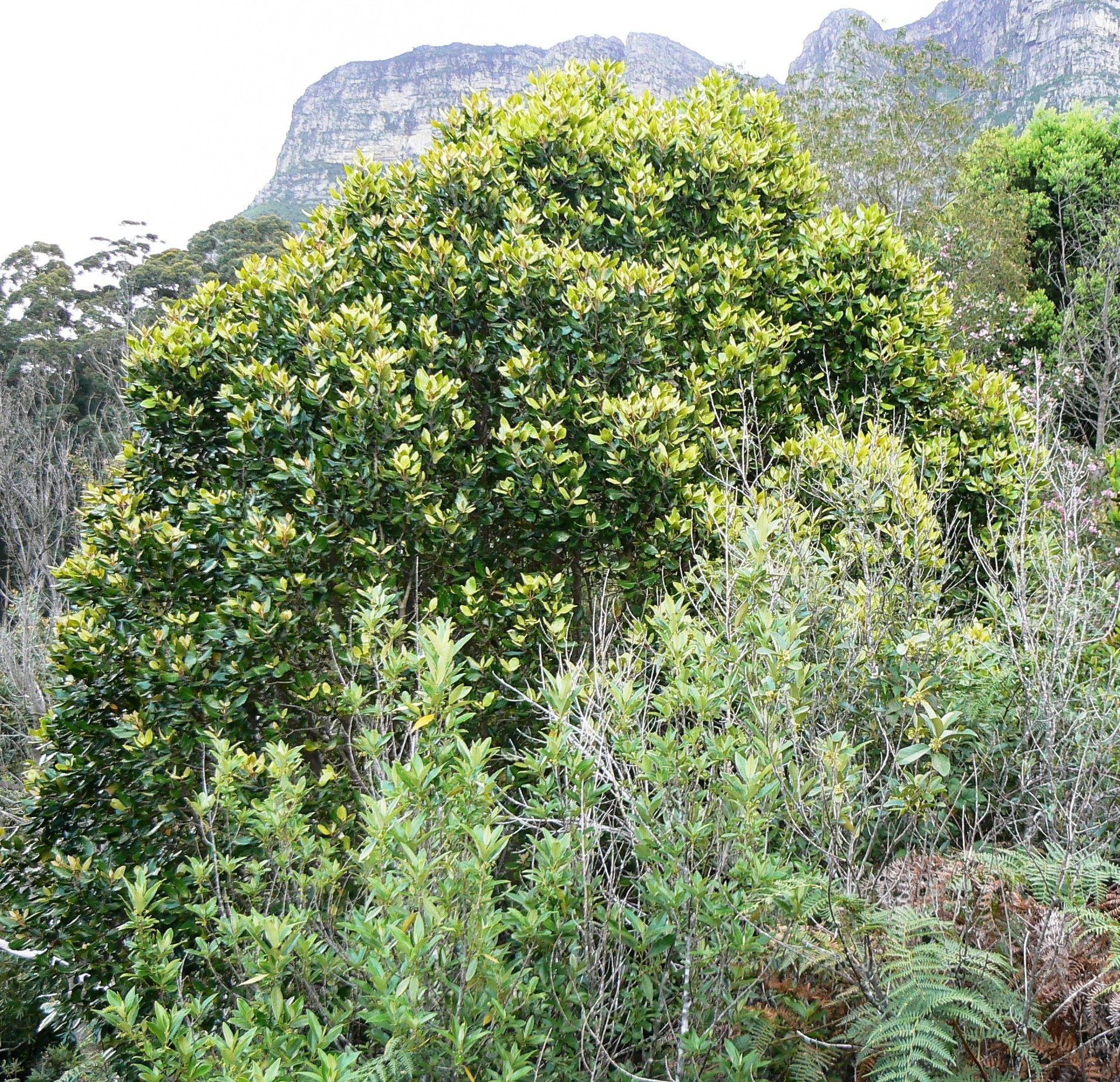